# Городец (Ульяновская область)
Городец — деревня в Сурском районе Ульяновской области в составе Никитинского сельского поселения.

## География
Находится на расстоянии примерно 32 километра по прямой на восток от районного центра — посёлка Сурское.

## История
В 1913 году в деревне было дворов 46, жителей 298. В 1990-е годы работало ТОО «Никитинское».

## Население
Население составляло 33 человека в 2002 году (русские 97 %), 18 по переписи 2010 года.